# 從價稅
从价税 (指“根据价值”) 是一种税，指根据不动产或个人财产的估计价值抽税。此外相对应的是单位税（Unit Tax），包括烟草、酒精等可以按照单位（重量等定量单位）。

## 介绍
从价税可以是物业税，甚至是对入口产品的关税。对某些国家的中央政府或地方政府而言，物业从价税是一种重要的税收来源。一般而言，从价税在交易时征收，如销售税或增值税；或是按年征收，如物业税；或是与一些重大事件有关，如遗产税或关税。
从价税以外的选择是采用固定税率，而税基是根据某物品的数量，而不计其价格：例如在英国，政府根据酒精含量对任何酒精饮料收取销售税，不论饮料价格为何。
在美国，对负责进口货物的报关行而言，从价税非常重要。

## 相关
- 稅賦